# 평창 반다비스
평창 반다비스는 2020년 1월에 창단된 대한민국의 독립 야구단이다. 2020년 천안시야구소프트볼협회장배 실업야구대회 우승을 차지했다.

## 연혁
- 2020년 1월 : 강원도민 야구단 창단
- 2020년 6월 : 한국실업야구 1부리그 출전
- 2020년 7월 : 천안시야구소프트볼협회장배 실업야구대회 우승
- 2021년 : 평창 반다비스로 팀명 변경

## 코치
- 박정환 (수석)
- 김승중